# Joshua Kadison
Joshua Kadison (ur. 8 lutego 1963 w Los Angeles) – amerykański piosenkarz, kompozytor i pisarz.

## Życiorys

### Dzieciństwo i wczesne lata życia
Urodził się i dorastał w Los Angeles w stanie Kalifornia jako syn producenta i scenarzysty telewizyjnego Ellisa Arnolda Kadisona (1928–1998) i aktorki Glorii Castillo (1933–1978). W wieku dwunastu lat zaczął grać na pianinie i pisać piosenki. Wychowywał się ze starszym bratem Davidem Ricardo (ur. 1958). Gdy miał piętnaście lat, zmarła jego matka. Tuż po tym wydarzeniu zdobył prawo jazdy i opuścił rodzinny dom, by zarabiać na chleb grając na ulicy. Jak sam przyznał, złość i gniew po stracie matki były głównym tematem napisanych w tym okresie piosenek. Wówczas powstała między innymi piosenka "Mama's Arms", wydana na pierwszym albumie Painted Desert Serenade. Na początku lat 90. Kadison został zauważony przez EMI i wkrótce podpisał kontrakt z tą wytwórnią.

### Kariera
Pierwszą płytą Kadisona była wydana w 1994 roku Painted Desert Serenade, zawierająca między innymi przeboje "Jessie" czy "When A Woman Cries". Artysta dostał między innymi nagrodę BMI za najczęściej grane piosenki w radio w 1994 roku. Jego międzynarodowy przebój "Beautiful in My Eyes" często grany jest do dzisiaj na weselach. Painted Desert Serenade zdobyła platynową płytę w Stanach Zjednoczonych oraz Multiplatynę w Australii i Nowej Zelandii.
Drugi album Delilah Blue okazał się mniejszym sukcesem komercyjnym niż jego poprzednik. Wybiła się z niego zaledwie jedna piosenka – "Take It On Faith". Słabe wyniki sprzedaży zaowocowały zerwaniem przez EMI kontraktu. Kadison powrócił trzy lata później, w 1998 roku wydając książkę 17 Ways To Eat A Mango: A Discovered Journal Of Life On An Island Of Miracles oraz mini-album Saturday Night In Storyville, zawierający jedynie pięć utworów. Krążek trudno było nabyć w sklepach, dużym powodzeniem za to cieszyła się strona internetowa artysty poprzez którą również można było dokonać zakupu. Album przyjął się bardzo dobrze w Niemczech.
Kadison milczał przez kolejne trzy lata, po których podpisał kontrakt z EMI Germany i wydał płytę Vanishing America. Album, wydany jeszcze przed wydarzeniami z 11 września, przedstawiał rozczarowanie muzyka społecznością amerykańską i wartościami, które zostały przez nią utracone.

### Życie prywatne
Znany z licznych plotek o romansach, w tym z Sarah Jessica Parker (1991), która była inspiracją dla piosenki "Jessie" (1993); w roku 2005 na swojej oficjalnej stronie internetowej Joshua napisał, że jest biseksualistą.

## Dyskografia
- 1994: Painted Desert Serenade
- 1995: Delilah Blue
- 1998: Saturday night in Storyville
- 1999: Troubadour in a timequake
- 2001: Vanishing America
- 2005: The Venice Beach Sessions – Part 1
- 2006: The Venice Beach Sessions – Part 2
- 2006: The Essential Joshua Kadison
- 2008: Return Of The Dragonfly

## Książki
- 17 Ways To Eat A Mango: A Discovered Journal Of Life On An Island Of Miracles, Hyperion, Nowy Jork 1999. ISBN 0-7868-6457-5.